# Tomáš Souček
Tomáš Souček (sinh ngày 27 tháng 2 năm 1995) là một cầu thủ bóng đá chuyên nghiệp người Séc hiện đang thi đấu ở vị trí tiền vệ phòng ngự cho câu lạc bộ Premier League West Ham United và là đội trưởng của đội tuyển bóng đá quốc gia Cộng hòa Séc.

## Sự nghiệp câu lạc bộ

### Slavia Prague
Souček từng chơi bóng tại học viện đào tạo trẻ của FC Slovan Havlíčkův Brod trước khi đến Slavia Prague. Anh ra sân cho đội một Slavia Prague từ năm 2014.
Đầu năm 2015, anh được đem cho mượn tại Viktoria Žižkov và thi đấu tại đây 6 tháng. Ngày 28 tháng 2 năm 2016, anh lập hat-trick cho Slavia Prague trong trận thắng 3-1 trước Baníku Ostrava tại Giải bóng đá hạng nhất quốc gia Séc, một ngày sau ngày sinh nhật lần thứ 21 của anh.

### West Ham United

#### 2020-21
Ngày 29 tháng 1 năm 2020, Souček chuyển đến Anh thi đấu cho West Ham United theo hợp đồng cho mượn đến hết mùa bóng 2019–20 kèm điều khoản có thể mua đứt. Chỉ ba ngày sau đó, anh đã được huấn luyện viên David Moyes cho đá chính trong trận đấu tại Ngoại hạng Anh với Brighton. Trận đấu kết thúc với tỉ số 3-3 và anh được Moyes đánh giá cao về màn trình diễn ra mắt.
Ngày 23 tháng 6 năm 2020, Souček đánh đầu phản lưới nhà khiến West Ham phải chịu trận thua 2-0 trước Tottenham Hotspur. Ngày 1 tháng 7, Souček có bàn thắng đầu tiên cho West Ham trong chiến thắng 3–2 trước Chelsea bằng một cú đánh đầu tại vòng 32 Ngoại hạng Anh và trong trận này anh còn bị từ chối một bàn thắng khác do VAR. Đến vòng đấu tiếp theo, anh giúp West Ham dẫn trước Newcastle United 2-1 nhưng đội bóng của anh vẫn không thể giành chiến thắng chung cuộc. Ngày 17 tháng 7, Souček là một trong ba cầu thủ West Ham lập công trong trận thắng Watford 3-1. West Ham trụ hạng Premier League 2019-20 thành công nhờ phong độ ấn tượng của Souček (3 bàn trong 12 trận tại Ngoại hạng Anh) và anh được tưởng thưởng bằng bản hợp đồng chính thức có thời hạn 4 năm với đội bóng thành London. Slavia cũng nhận được phí chuyển nhượng 15 triệu £ bên cạnh khoản tiền theo thỏa thuận cho mượn 4 triệu £ đã nhận trước đó từ West Ham.
Tháng 8 năm 2020, Souček lần đầu tiên giành danh hiệu Quả bóng vàng Cộng hòa Séc. Ngày 7 tháng 11 năm 2020, Souček ghi bàn ở phút 90+1 đem về chiến thắng 1-0 trước Fulham. Một tháng sau đó, anh là người mở tỉ số trận đấu với Manchester United giúp West Ham dẫn trước trong hiệp 1 nhưng đến hiệp 2 đội bóng của anh lại thua ngược 3-1. Ngày 11 tháng 12, anh ghi bàn gỡ hòa 1-1 trước Leeds trong chiến thắng chung cuộc 2-1 của West Ham. Ngày 27 tháng 12, Souček lại lập công và lần này là ấn định tỉ số hòa 2-2 với Brighton.
Ngày 1 tháng 1 năm 2021, Souček là cầu thủ ghi bàn thắng đầu tiên tại Premier League trong năm 2021 giúo West Ham đánh bại Everton 1-0 tại Goodison Park. Đến ngày 26 tháng 1, West Ham nhảy lên vị trí thứ 4 tại Premier League với chuỗi 6 trận toàn thắng sau khi đánh bại Crystal Palace 3-2, trận đấu mà Souček đã lập được một cú đúp đồng thời giúp West Ham kiểm soát được tuyến giữa trong suốt trận đấu. Trong những phút bù giờ trận đấu với Fulham ngày 6 tháng 2, Souček bị trọng tài Mike Dean rút thẻ đỏ trực tiếp vì cho rằng anh có hành động đánh vào mặt tiền đạo Aleksandar Mitrović của Fulham. West Ham sau đó đã kháng cáo thành công với Liên đoàn bóng đá Anh về việc rút lại chiếc thẻ đỏ và án phạt cấm thi đấu 3 trận với Souček.

## Sự nghiệp đội tuyển quốc gia
Souček từng là thành viên của các đội tuyển U-19, U-20 và U-21 Cộng hòa Séc. Anh đã cùng đội tuyển U-21 Cộng hòa Séc tham gia Giải vô địch bóng đá U-21 châu Âu 2017.
Anh có trận đấu ra mắt Đội tuyển bóng đá quốc gia Cộng hòa Séc vào ngày 15 tháng 11 năm 2016 trong trận giao hữu với Đan Mạch. Ngày 8 tháng 11 năm 2017, trong trận giao hữu với Iceland, anh có bàn thắng đầu tiên cho đội tuyển quốc gia. Trong hành trình vòng loại Euro 2020 mà Cộng hòa Séc cán đích ở vị trí nhì bảng sau Anh, Souček đóng góp một bàn thắng trong chiến thắng 3-0 trước Montenegro.
Ngày 24 tháng 3 năm 2021, Souček lập hat-trick giúp Cộng hòa Séc đè bẹp Estonia 6–2 tại vòng loại World Cup 2022.
Souček là một trong 26 cầu thủ Cộng hòa Séc được triệu tập tham dự Euro 2020.

## Thống kê sự nghiệp

### Câu lạc bộ
Tính đến 19 tháng 5 năm 2024
| Câu lạc bộ             | Mùa giải            | Giải đấu            | Giải đấu | Giải đấu | Cúp quốc gia | Cúp quốc gia | Cúp liên đoàn | Cúp liên đoàn | Châu Âu | Châu Âu | Khác | Khác | Tổng cộng | Tổng cộng |
| Câu lạc bộ             | Mùa giải            | Hạng                | Trận     | Bàn      | Trận         | Bàn          | Trận          | Bàn           | Trận    | Bàn     | Trận | Bàn  | Trận      | Bàn       |
| ---------------------- | ------------------- | ------------------- | -------- | -------- | ------------ | ------------ | ------------- | ------------- | ------- | ------- | ---- | ---- | --------- | --------- |
| Slavia Prague          | 2015–16             | Czech First League  | 29       | 7        | 2            | 0            | —             | —             | —       | —       | —    | —    | 31        | 7         |
| Slavia Prague          | 2016–17             | Czech First League  | 7        | 0        | 1            | 0            | —             | —             | 5       | 0       | —    | —    | 13        | 0         |
| Slavia Prague          | 2017–18             | Czech First League  | 27       | 3        | 4            | 0            | —             | —             | 8       | 0       | —    | —    | 39        | 3         |
| Slavia Prague          | 2018–19             | Czech First League  | 34       | 13       | 2            | 3            | —             | —             | 13      | 2       | —    | —    | 49        | 18        |
| Slavia Prague          | 2019–20             | Czech First League  | 17       | 8        | 0            | 0            | —             | —             | 8       | 2       | 1    | 2    | 26        | 12        |
| Slavia Prague          | Tổng cộng           | Tổng cộng           | 114      | 31       | 9            | 3            | —             | —             | 34      | 4       | 1    | 2    | 158       | 40        |
| Viktoria Žižkov (mượn) | 2014–15             | Czech Second League | 14       | 0        | 0            | 0            | —             | —             | —       | —       | —    | —    | 14        | 0         |
| Slovan Liberec (mượn)  | 2016–17             | Czech First League  | 12       | 0        | 1            | 0            | —             | —             | —       | —       | —    | —    | 13        | 0         |
| West Ham United (mượn) | 2019–20             | Premier League      | 13       | 3        | —            | —            | —             | —             | —       | —       | —    | —    | 13        | 3         |
| West Ham United        | 2020–21             | Premier League      | 38       | 10       | 3            | 0            | 0             | 0             | —       | —       | —    | —    | 41        | 10        |
| West Ham United        | 2021–22             | Premier League      | 35       | 5        | 3            | 0            | 2             | 0             | 11      | 1       | —    | —    | 51        | 6         |
| West Ham United        | 2022–23             | Premier League      | 36       | 2        | 3            | 0            | 0             | 0             | 11      | 1       | —    | —    | 50        | 3         |
| West Ham United        | 2023–24             | Premier League      | 37       | 7        | 2            | 0            | 3             | 1             | 10      | 2       | —    | —    | 52        | 10        |
| West Ham United        | Tổng cộng           | Tổng cộng           | 159      | 27       | 11           | 0            | 5             | 1             | 32      | 4       | 0    | 0    | 207       | 32        |
| Tổng cộng sự nghiệp    | Tổng cộng sự nghiệp | Tổng cộng sự nghiệp | 299      | 58       | 21           | 3            | 5             | 1             | 66      | 8       | 1    | 2    | 392       | 72        |

### Bàn thắng quốc tế
Bàn thắng và kết quả của Cộng hòa Séc được để trước.
| #  | Ngày                 | Địa điểm                                           | Đối thủ        | Bàn thắng | Kết quả | Giải đấu                      |
| -- | -------------------- | -------------------------------------------------- | -------------- | --------- | ------- | ----------------------------- |
| 1  | 8 tháng 11 năm 2017  | Sân vận động Abdullah bin Khalifa, Doha, Qatar     | Iceland        | 1–0       | 2–1     | Giao hữu                      |
| 2  | 10 tháng 9 năm 2018  | Rostov Arena, Rostov-on-Don, Nga                   | Nga            | 1–3       | 1–5     | Giao hữu                      |
| 3  | 10 tháng 9 năm 2019  | Sân vận động Podgorica City, Podgorica, Montenegro | Montenegro     | 1–0       | 3–0     | Vòng loại UEFA Euro 2020      |
| 4  | 18 tháng 11 năm 2020 | Doosan Arena, Plzeň, Cộng hòa Séc                  | Slovakia       | 1–0       | 2–0     | UEFA Nations League 2020–21   |
| 5  | 24 tháng 3 năm 2021  | Arena Lublin, Lublin, Ba Lan                       | Estonia        | 3–1       | 6–2     | Vòng loại FIFA World Cup 2022 |
| 6  | 24 tháng 3 năm 2021  | Arena Lublin, Lublin, Ba Lan                       | Estonia        | 4–1       | 6–2     | Vòng loại FIFA World Cup 2022 |
| 7  | 24 tháng 3 năm 2021  | Arena Lublin, Lublin, Ba Lan                       | Estonia        | 5–1       | 6–2     | Vòng loại FIFA World Cup 2022 |
| 8  | 11 tháng 11 năm 2021 | Sân vận động Andrův, Olomouc, Cộng hòa Séc         | Kuwait         | 4–0       | 7–0     | Giao hữu                      |
| 9  | 29 tháng 3 năm 2022  | Sân vận động Cardiff City, Cardiff, Wales          | Wales          | 1–0       | 1–1     | Giao hữu                      |
| 10 | 15 tháng 10 năm 2023 | Doosan Arena, Olomouc, Cộng hòa Séc                | Quần đảo Faroe | 1–0       | 1–0     | Vòng loại UEFA Euro 2024      |
| 11 | 17 tháng 11 năm 2023 | Sân vận động Quốc gia, Warsaw, Ba Lan              | Ba Lan         | 1–1       | 1–1     | Vòng loại UEFA Euro 2024      |
| 12 | 20 tháng 11 năm 2023 | Sân vận động Andrův, Olomouc, Cộng hòa Séc         | Moldova        | 3–0       | 3–0     | Vòng loại UEFA Euro 2024      |
| 13 | 26 tháng 6 năm 2024  | Volksparkstadion, Hamburg, Đức                     | Thổ Nhĩ Kỳ     | 1–1       | 1–2     | UEFA Euro 2024                |

## Danh hiệu

### Câu lạc bộ
Slavia Prague
- Giải bóng đá hạng nhất quốc gia Séc (2): 2016–17, 2018–19
- Cúp bóng đá Cộng hòa Séc (2): 2017–18, 2018–19

West Ham United
- UEFA Europa Conference League: 2022–23

### Cá nhân
- Cầu thủ Séc xuất sắc nhất năm: 2019
- Quả bóng vàng Cộng hòa Séc: 2020